# Piteå Elit
Piteå Elit SK är en klubb för längdskidåkning som finns i Piteå. 
Säsongen 2020/2021 har föreningen fem åkare representerade i svenska A-landslaget. Förutom dessa har Piteå Elit flera nationella åkare. 
Föreningen har haft många framstående åkare som tagit OS- och VM-medaljer, bland andra Charlotte Kalla, Ebba Andersson, Lina Andersson, Magnus Ingesson, Niklas Jonsson, Urban Lindgren och Emelie Öhrstig.

## Framstående aktiva åkare

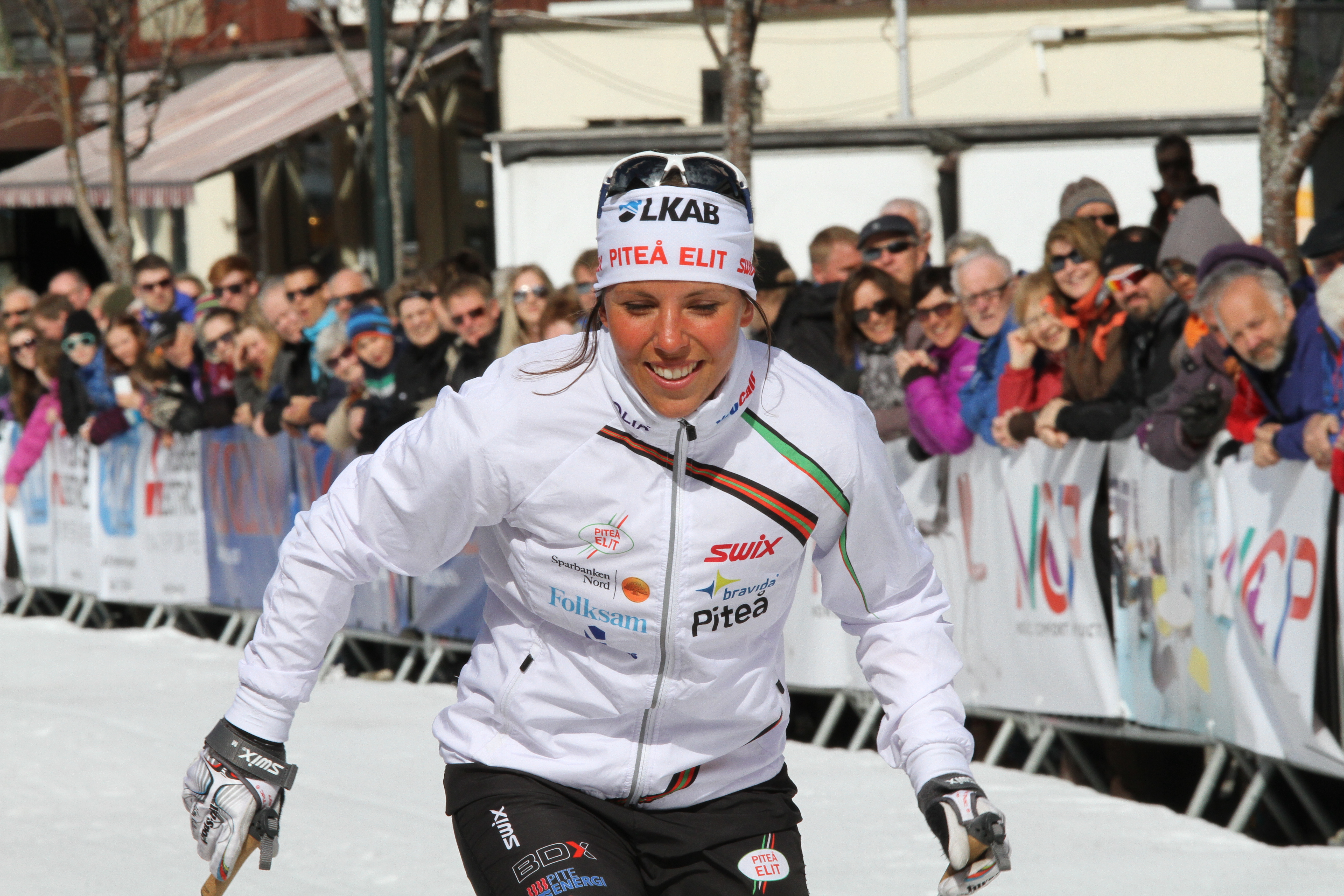
Charlotte Kalla

- Ebba Andersson
- Fredrik Andersson
- Sofia Henriksson
- Johan Häggström
- Emma Ribom
- Björn Sandström
- Jonna Sundling
- Lisa Vinsa
- Eric Granström
- Pål Jonsson
- Lisa Ingesson
- Lisa Eriksson

## Kända åkare som har slutat
- Lina Andersson
- Martin Bergström
- Karl Edenroth
- Magnus Ingesson
- Niklas Jonsson
- Urban Lindgren
- Jesper Modin
- Mikael Norberg
- Susanne Nyström
- Magdalena Pajala
- Larry Poromaa
- Emma Sjölander
- Kina Swidén
- Johan Westerlund
- Jennie Öberg
- Emelie Öhrstig
- Mia Eriksson
- Charlotte Kalla
- Viktor Brännmark

## Meriter
(Observera att medaljer åkare tagit före de börja tävla för Piteå Elit ej medräknade.)

### Olympiska Spel
Senast uppdaterad 16 februari 2022
- Silver  Jonna Sundling

(i stafettlag sprint) 	2022
- Brons 	  Jonna Sundling

(i stafettlaget 4 x 5 km) 	2022
- Guld   Jonna Sundling  2022
- Guld 	Lina Andersson 	2006
- Silver Niklas Jonsson 	1998

### Världsmästerskap
Senast uppdaterad 23 mars 2022
- Guld 	Jonna Sundling 2021
- Guld   Jonna Sundling

(teamsprint med Maja Dahlqvist)  
- Guld 	Emelie Öhrstig 	2005
- Silver 	Lina Andersson 	2005
- Silver 	Lina Andersson

(teamsprint med Anna Olsson) 	2009
- Silver 	Urban Lindgren & Magnus Ingesson

(i stafettlaget 4 x 10 km) 	2001
- Brons 	Lina Andersson

(i stafettlaget 4 x 5 km) 	2009

### SM-guld, individuellt och stafett (ej lagmedaljer eller U23)
Senast uppdaterad 8 maj 2012
- Niklas Jonsson 	15 km 	1993
- Niklas Jonsson 	50 km 	1996
- Magnus Ingesson, Niklas Jonsson, Urban Lindgren 	3 x 10 km 	1999
- Urban Lindgren 	30 km 	2000
- Lina Andersson, Kina Swidén, Emelie Öhrstig 	3 x 5 km 	2004
- Lina Andersson, Kina Swidén, Emelie Öhrstig 	3 x 5 km 	2005
- Emelie Öhrstig 	15 km 	2005
- Lina Andersson 	30 km 	2005
- Emelie Öhrstig 	Sprint 	2005
- Emma Lundbäck, Susanne Nyström, Lina Andersson 	3 x 5 km 	2007
- Susanne Nyström, Lina Andersson 	Sprintstafett 	2008
- Lina Andersson 	10 km 	2008
- Magdalena Pajala 	Sprint 	2010
- Jesper Modin 	Sprint 	2011

## Organisation
Nyckelbefattningar:
- Thomas Jonsson, ordförande
- Magnus Ingesson, tränare
- Stefan Thomson, tränare
- Johan Westerlund, ledare/vallachef
- Mats Öhrberg, kassör
- Karin Sjöö-Åkeblom, styrelseledamot
- Mats Långström, styrelseledamot
- Sammy Pergament, styrelseledamot
- Mia Eriksson, styrelseledamot
- Sebastian Wredenberg, styrelseledamot
- Linnea Halatchev, styrelseledamot
- Erik Hägglöv, senior advisor
- Sven-Erik Pajala, senior advisor